# Мытковка
Мытковка (укр. Митківка) — село на Украине, находится в Тростянецком районе Винницкой области.
Код КОАТУУ — 0524181503. Население по переписи 2001 года составляет 99 человек. Почтовый индекс — 24342. Телефонный код — 4343.
Занимает площадь 0,48 км².

## Адрес местного совета
24313, Винницкая область, Тростянецкий р-н, с. Гордиевка, ул. Ленина